# Fony
Fony là một thị trấn thuộc hạt Borsod-Abaúj-Zemplén, Hungary. Thị trấn này có diện tích 40,58 km², dân số năm 2010 là 368 người, mật độ 9 người/km².